# خانه نعمت اللهی
خانه نعمت‌اللهی مربوط به اوایل دوره قاجار است و در یزد، خیابان امام، کوچه کربلائی اکرمی، جنب خانه مشروطه واقع شده و این اثر در تاریخ ۱۸ آذر ۱۳۸۷ با شمارهٔ ثبت ۲۳۸۸۲ به‌عنوان یکی از آثار ملی ایران به ثبت رسیده است.